# Dömmanskär, Korpo
Dömmanskär är en ö i Finland. Den ligger i Skärgårdshavet och i kommunen Pargas i den ekonomiska regionen  Åboland i landskapet Egentliga Finland, i den sydvästra delen av landet. Ön ligger omkring 79 kilometer sydväst om Åbo och omkring 210 kilometer väster om Helsingfors.
Öns area är 5,5 hektar och dess största längd är 410 meter i öst-västlig riktning.